# 高知市消防局
高知市消防局（こうちししょうぼうきょく）は、高知県高知市の消防局（消防本部）。

## 沿革
- 1948年12月28日 高知市帯屋町1番地に高知市消防本部を開設する。
- 1949年3月12日 高知市消防署を開設する。
- 1950年7月1日 高知市帯屋町2番地に消防本部及び消防署庁舎が新築し落成する。
- 1963年
  - 4月1日 高知市消防本部を高知市消防局に改称する。
  - 10月1日 旭出張所を開設する。
  - 12月1日 救急業務を開始する。
- 1965年4月1日 長浜出張所を開設する。
- 1967年11月15日 消防総合庁舎が竣工し業務を開始する。（2019年9月30日までは北消防署中出張所として使用。）
- 1970年
  - 2月20日 高知市消防署を高知市中消防署に改称する。
  - 3月1日 高知市東消防署を開設し、2署体制となる。
- 1971年1月1日 江ノ口出張所を開設する。
- 1975年10月20日 （初代）高知市南消防署を開設し、3署体制となる。
- 1979年5月1日 東部出張所を開設する。
- 1983年4月1日 土佐郡鏡村及び土佐山村の消防事務を受託する。
- 1987年10月1日 西出張所を開設する。
- 1991年10月7日 三里出張所を開設する。
- 1993年7月1日 初の高規格救急車を中消防署へ配備する。
- 1999年4月1日 高知市消防音楽隊が発足する。
- 2001年11月1日 東消防署が高知市知寄町一丁目4番34号が同市高須230番地2に移転する。
- 2005年1月1日 消防事務受託の鏡村及び土佐山村を高知市に編入する。
- 2008年1月1日 吾川郡春野町を高知市に編入する。
  - 春野町は、加入していた一部事務組合の仁淀消防組合を合併前日をもって脱退する。
  - 高知市は、合併の日をもって、仁淀消防組合の応分の財産を引き継ぎ、応分の職員を採用する。
  - 仁淀消防組合春野分署を、南消防署春野出張所とする。
- 2010年7月1日 本部を高知市総合あんしんセンターに移転。
- 2009年4月1日 東消防署に高度救助隊を設置する。
- 2011年3月12日 東北地方太平洋沖地震に伴う東日本大震災に緊急消防援助隊を派遣した。
- 2015年3月31日 南消防署長浜出張所・春野出張所を廃止し、南消防署南部分署を新設。
- 2017年10月1日 高知市中消防署を廃止し高知市北消防署を新設。同時に中消防署江ノ口出張所を廃止。
- 2019年
  - 4月1日 本部組織を改正し5課体制となる。
  - 10月1日 北消防署中出張所および（初代）南消防署を廃止し高知市中央消防署を新設。南部分署を（二代目）高知市南消防署に昇格。
  - 2024年
  - 北消防署に30ｍ級ベンツエコニック導入

## 組織
- 本部：総務課、総合指令課、警防課、救急課、予防課
- 消防署

## 主力機械
2020年11月19日現在
- 普通消防ポンプ自動車:13(2台予備)
- 水槽付消防ポンプ自動車:12（4台予備）
- はしご付消防自動車:3（1台MVF13）
- 化学消防自動車:1
- 水槽車:2
- 救助工作車:4(III型北署　II型中央、東、南)
- 救急自動車:17（4台予備）
- 水難救助支援車:1
- 特殊災害救助支援車:1
- 災害支援車:1
- 津波・大規模風水害対策車:1
- 重機及び搬送車:1
- 燃料補給車:1
- 無線中継車:1(火災調査と兼)
- 指揮車:2
- 指揮広報車:4
- 普及啓発車:1
- 予報啓発車:1
- 救命講習車:1
- 人員輸送車:3
- 査察車:1
- 資機材搬送車:2
- 作業車:3
- マイクロバス:2
- ボートトレーラー:10
- 二輪車:19
- 合計:108

## 消防署
| 消防署     | 住所                   | 出張所                                      |
| ---------- | ---------------------- | ------------------------------------------- |
| 中央消防署 | 筆山町3番4号、同4番5号 | 西：朝倉南町8番35号                         |
| 北消防署   | 秦南町一丁目4番63-22号 | 旭：本宮町277番地1                          |
| 東消防署   | 高須砂地230番地2       | 東部：高須東町8番21号 三里：仁井田4199番地1 |
| 南消防署   | 春野町芳原1015番地     | なし                                        |